# Miguel Sawa
Miguel Sawa Martínez (Sevilla, 1866-Madrid, 1910) fue un periodista y escritor español, hermano de Alejandro Sawa.

## Biografía

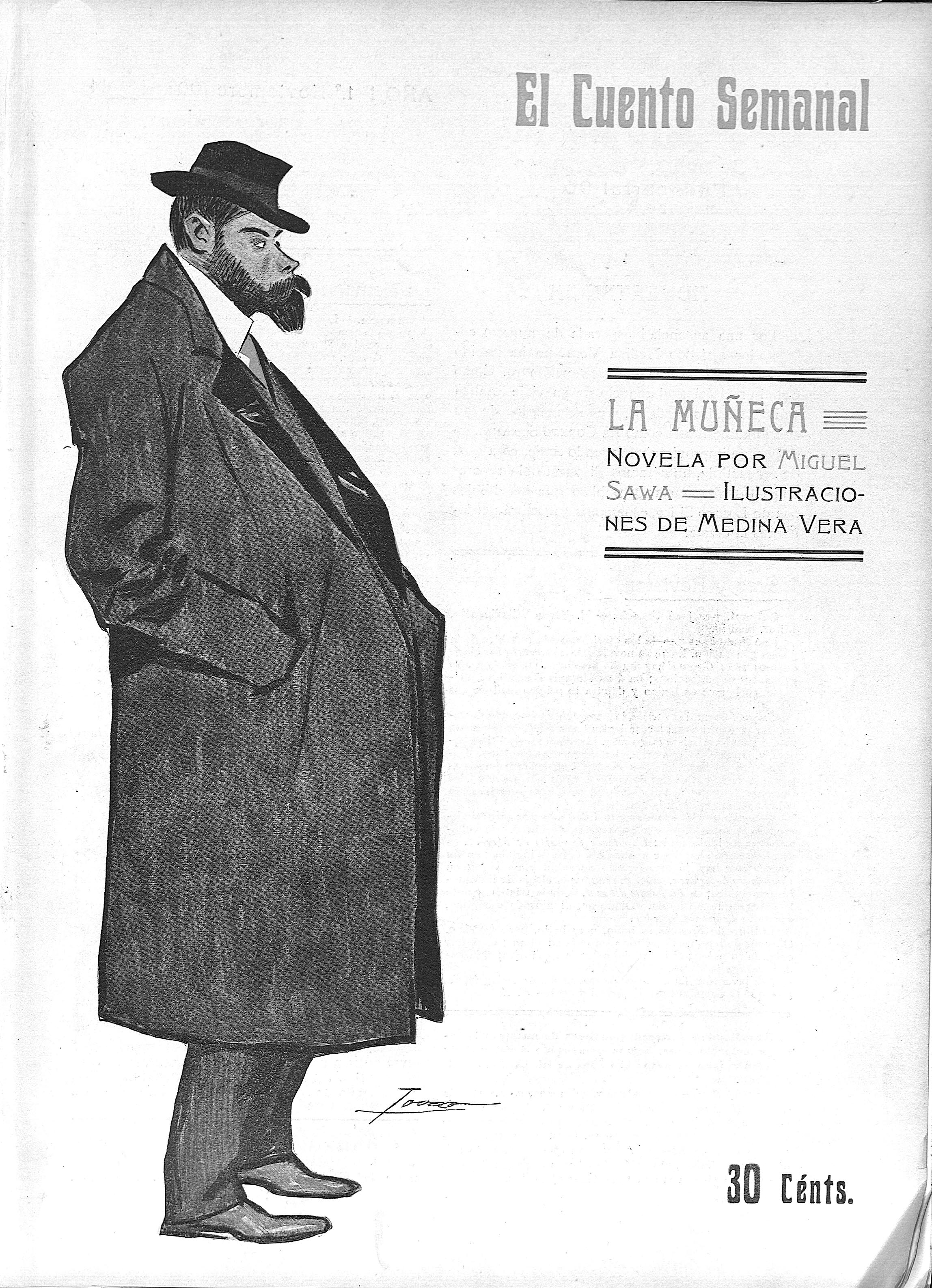
La muñeca, n.º 44 de El Cuento Semanal (1 de noviembre de 1907). Portada de Tovar.

Nacido el 11 de febrero de 1866 en Sevilla y criado en Málaga, tuvo como hermano mayor al escritor Alejandro Sawa. Fue redactor del periódico madrileño El País y director desde 1901 del semanario Don Quijote, así como más tarde de La Voz de Galicia.
De ideología republicana y miembro de la Asociación de la Prensa (1895-), fue también colaborador de El Liberal, La Correspondencia de España (1903), Vida Galante, El Popular de Málaga (1903) o Los Cómicos (1904), entre otras publicaciones periódicas. Fue autor de obras como Amor (1897), Ave fémina (1904) o Historias de locos (1910), en la que aborda el tema del suicidio, entre otras.
Falleció el 1 de octubre de 1910 en Madrid.